# Jan Ukleja
Jan Ukleja (ur. 21 stycznia 1916 w Budach Podłęskich, zm. 6 listopada 1990) – polski rolnik, poseł na Sejm PRL VI kadencji.

## Życiorys
Syn Stanisława i Karoliny z domu Zięcina. Uzyskał wykształcenie podstawowe. W latach 1944–1947 pełnił służbę w szeregach Milicji Obywatelskiej, a od 1947 do 1950 był sekretarzem Gminnego Zarządu „Samopomocy Chłopskiej” w Podłężu. W latach 1950–1954 pełnił funkcję prezesa Gminnej Spółdzielni Produkcyjnej w Podłężu, a po połączeniu spółdzielni z GSP w Łaskarzewie objął w niej stanowisko prezesa. W 1960 został prezesem Gminnej Spółdzielni „Samopomoc Chłopska” w Maciejowicach. Zasiadał w prezydium Gromadzkiej Rady Narodowej w Podłężu, był też zastępcą prezesa rady nadzorczej GSP w Sobolewie. Był sekretarzem koła Związku Bojowników o Wolność i Demokrację w Podłężu i prezesem koła gromadzkiego Zjednoczonego Stronnictwa Ludowego. Zasiadał także w Powiatowym Komitecie tej partii w Garwolinie. W 1972 uzyskał mandat posła na Sejm PRL w okręgu Otwock. Zasiadał w Komisji Drobnej Wytwórczości, Spółdzielczości Pracy i Rzemiosła.

## Odznaczenia
- Odznaka 1000-lecia Państwa Polskiego
- Złota Odznaka „Za zasługi dla województwa warszawskiego”
- Odznaka „Zasłużony Działacz Ruchu Spółdzielczego”